# Kenny Omega
Tyson Smith (născut pe 16 octombrie 1983) este un wrestler profesionist japonez născut în Canada, cunoscut mai bine sub numele de ring Kenny Omega. Este vicepreședintele executiv al companiei de wrestling All Elite Wrestling, unde servește și ca talent în ring.
Omega este cunoscut pentru timpul petrecut în New Japan Pro-Wrestling, unde a fost o dată campion IWGP Heavyweight Champion, campionul inaugural al IWGP United States și campion IWGP Intercontinental o dată printre alte titluri. A fost membru al grupării Bullet Club, mai târziu fiind cel de-al patrulea lider. A devenit primul și singurul luptător profesionist non-japonez (Gaijin) care a câștigat G1 Climax, cel mai important turneu al promoției, când l-a învins pe Hirooki Goto în finalele din 2016. Omega a făcut parte, de asemenea, a circuitului independent american și japonez, cum ar fi DDT Pro-Wrestling, Jersey All Pro Wrestling, Ring of Honor și Pro Wrestling Guerrilla.
În 2017, Omega a fost numit luptătorul anului de către Sports Illustrated. În anul următor, a fost pe prima poziție în topul celor mai buni 500 de luptători de sex masculin ai Pro Wrestling Illustrated. De asemenea, a atins distincția Match of the Year de două ori. În unul dintre acele meciuri, Omega a luptat cu Kazuchika Okada într-un two out of three falls match la Dominion 6.9 in Osaka-jo Hall în iunie 2018, primind o notă de șapte stele de la jurnalistul sportiv Dave Meltzer, cea mai mare notă dată vreodată la un meci de wrestling.

## Biografie
Tyson Smith s-a născut în Transcona, Winnipeg, Manitoba, pe 16 octombrie 1983. Are o sora mai mică. Mama lui lucrează în serviciile familiale, în timp ce tatăl său lucrează pentru guvernul canadian ca ofițer de transport. Afinitatea lui Smith față de lupte profesionale a început în timpul copilariei, când a vizionat casete ale evenimentului WWF, Saturday Night's Main Event, care a devenit programul său favorit. În copilarie, Smith a jucat hochei pe gheață ca portar. De asemenea, a lucrat la filialele comercianților cu amănuntul IGA și Costco.
Smith a fost primul care a devenit interesat de o carieră în lupte profesionale, după ce unul dintre prietenii săi de la Transcona Collegiate Institute (TCI) a început să se antreneze cu Top Wrestling Championship Wrestling (TRCW) la Winnipeg. Smith și-a încheiat planurile de carieră pentru hochei pe gheață și a început, de asemenea, să antreneze cu promotorul TRCW, Bobby Jay. După un an de antrenament cu Jay, Smith, în vârstă de 16 ani, a început să lupte pentru TRCW timp de doi ani, unde a dezvoltat gimmick-ul unui surfer hawaian numit "Kenny Omega". Gimmick-ul surferului a fost mai târziu abandonat și înlocuit cu Hadouken din jocul video Street Fighter. În 2001, a absolvit TCI și sa înscris la universitate, dar a renunțat în primul său an pentru a-și continua cariera de wrestler profesionist.

## Cariera în Wrestling

### Circuitul independent (2001–2011)
În 2001, Omega a debutat în promoția Premier Championship Wrestling (PCW) din Winnipeg. A câștigat Centura PCW Heavyweight și PCW Tag Team Championship în 2003 și, respectiv, 2004. El l-a provocat fără succes pe Petey Williams pentru centura TNA X Division la National Wrestling Alliance's 56th Anniversary Show pe 17 octombrie. Mai târziu, a câștigat un turneu cu opt oameni, învingându-l pe Nate Hardy, Chris Sabin și Amazing Red, pentru a câștiga Premier Cup și centura NWA Canada X-Division pe 2 iunie. După ce a concurat pentru promotia Harley Race World League Wrestling în septembrie 2005, pierzând în fața lui Keith Walker, Omega a fost invitat la un test de o săptămână de World Wrestling Entertainment (WWE).
După timpul scurt din WWE, Omega a intenționat să-și creeze o carieră în artele marțiale mixte și a intrat în turneele de jiu-jitsu brazilian înainte de a decide să se întoarcă la wrestling. Apoi și-a reinventat personajul și și-a dezvoltat un nou arsenal de mișcări distincte. Pe 8 martie 2008, Omega a concurat pentru Jersey All Pro Wrestling (JAPW) și a cucerit centura JAPW învingându-l pe Low Ki. Pe 19 aprilie, și-a păstrat titlul împotriva lui Frankie Kazarian la Spring Massacre. Omega a pierdut centura JAPW la categoria grea în fața lui Jay Lethal la Jersey City Rumble pe 28 februarie 2009.
Omega a concurat într-un meci elimination în șase pentru centura JAPW pe 10 decembrie 2010, în timpul căruia a fost eliminat de eventualul câștigător, Jushin Thunder Liger. Pe 15 mai 2011, el l-a învins pe Liger în Philadelphia, Pennsylvania, în timpul turneului inaugural al New Japan Pro-Wrestling în SUA pentru a câștiga centura JAPW.  În același an, Omega a luptat pentru Wrestling Revolution Project, sub numele de ring Scott Carpenter. JAPW a declarat vacant titlul JAPW Light Heavyweight în septembrie 2014. El a continuat să facă apariții în timpul evenimentelor PCW din octombrie 2018 și martie 2019.

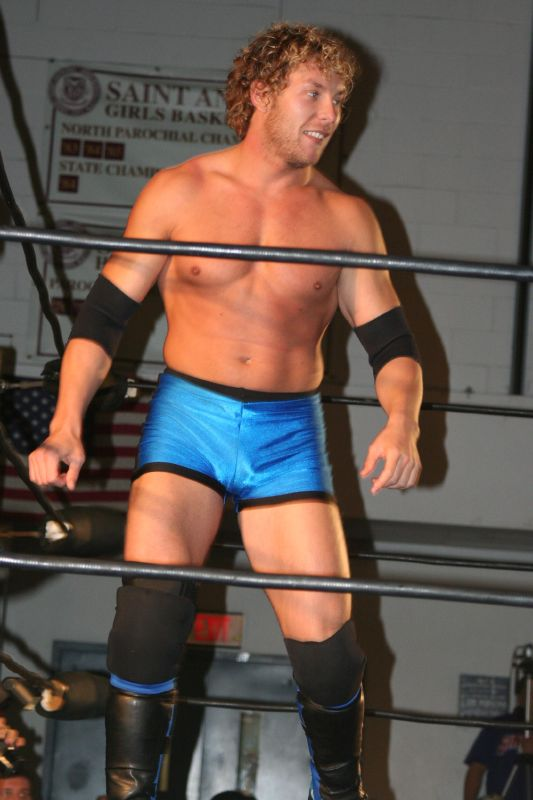
Kenny Omega in Noiembrie 2008

#### WWE (2005-2006)
În octombrie 2005, Smith a fost trimis  în Deep South Wrestling (DSW), teritoriul de dezvoltare al WWE, după care i s-a oferit un contract, și, ulterior, a fost repartizat în DSW În august 2006, el a cerut eliberarea din contract. Omega a declarat mai târziu că timpul său în DSW a decurs prost, criticând în special pe Bill DeMott ,Jody Hamilton și antrenorul Bob Holly. Cu toate acestea, el și-a exprimat laudă pentru antrenorul Dave Taylor. De atunci, WWE l-a abordat cu contracte în primăvara lui 2014, de trei ori în 2015 și la începutul lui 2019.

### DDT Pro-Wrestling (2008–2014)
În 2006, Omega a fost captivat de luptătorul japonez Kota Ibushi după ce l-a văzut luptând ca parte a companiei japoneze DDT Pro-Wrestling, așa că a încărcat videoclipuri cu el însuși având un meci în stil DDT pe YouTube, în speranța că l-ar interesa pe Ibushi să lucreze cu el. După ce a văzut videoclipurile, DDT l-a invitat pe Omega în Japonia pentru a se lupta cu Ibushi, lucru pe care Omega l-a acceptat; și-a făcut prima apariție pentru companie în august 2008. Omega a declarat că luptele în Japonia fuseseră unul dintre visele lui, simțind că este capabil să-și arate personalitatea și să se exprime. El și Ibushi au format apoi o echipă numită Golden☆Lovers.
În 2011, Omega a concurat într-un meci împotriva unei fetițe de nouă ani pe nume Haruka. Un videoclip al meciului a devenit viral, făcând știri internaționale și primind răspunsuri polarizante, după care Omega a primit amenințări cu moartea. Wrestlerul Mick Foley, dimpotrivă, a lăudat munca lui Omega ca heel, întrebând de ce nu a fost la televiziunea națională. Omega a declarat mai târziu că i s-a cerut să lucreze cu Haruka din cauza naturii sigure a muncii sale și că a antrenat-o personal înainte de meciul lor. În același an, Omega a reprezentat DDT în All Japan Pro Wrestling's 2011 Junior League, debutând pentru companie pe 11 septembrie. După trei victorii și două înfrângeri, a terminat pe locul al doilea în grupa sa și nu a avansat în finală.

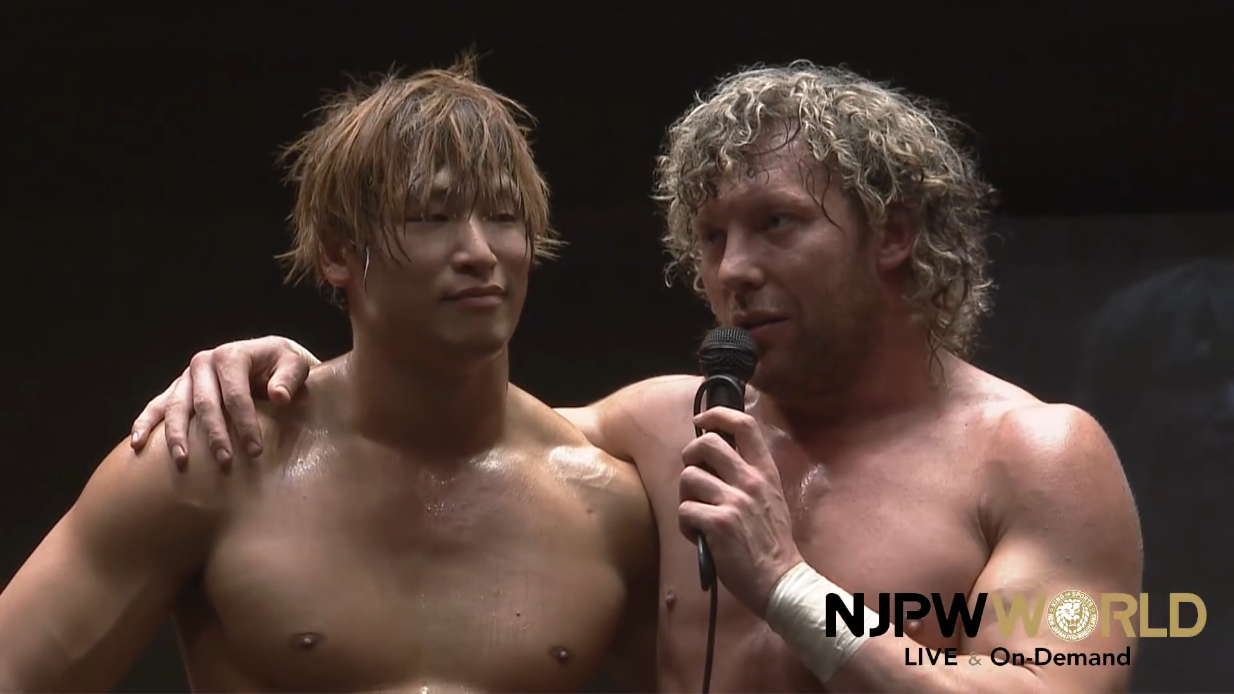
Luptătorii profesioniști Kenny Omega și Kota Ibushi, cunoscuți colectiv sub numele de Golden Lovers, în 2018, în timpul unui eveniment New Japan Pro Wrestling.

Pe 23 octombrie, Omega l-a învins pe Kai pentru a deveni noul World Junior Heavyweight Champion. El a pierdut titlul înapoi în fața lui Kai pe 27 mai 2012, în a șasea sa apărare a titlului. Pe 23 decembrie, Omega l-a învins pe El Generico pentru a câștiga pentru prima dată KO-D Openweight Championship. Pe 27 ianuarie 2013, Omega l-a învins pe Isami Kodaka într-un meci titlu vs. titlu, păstrându-și centura și câștigând DDT Extreme Championship deținut de Kodaka. El a pierdut centura KO-D Openweight în fața lui Shigehiro Irie pe 20 martie 2013. Pe 26 mai, Omega, Ibushi și Gota Ihashi i-au învins pe Yuji Hino, Antonio Honda și Daisuke Sasaki pentru a câștiga centura KO-D 6-Man Tag Team. Echipa lui Omega a pierdut centura în fața lui Hino, Honda și Hoshitango. Pe 25 august, Omega a pierdut centura DDT Extreme în fața lui Danshoku Dino. 
Pe 26 ianuarie 2014, Golden☆Lovers au învins echipele respective ale lui Kodaka și Yuko Miyamoto, precum și pe Konosuke Takeshita și Tetsuya Endo într-un meci în trei pentru a câștiga centura KO-D Tag Team. Echipa Golden☆Lovers și Sasaki a câștigat KO-D 6-Man Tag Team Championship de la Irie, Keisuke Ishii și Soma Takao în aprilie, dar a pierdut titlul în fața lui Kudo, Masa Takanashi și Yukio Sakaguchi luna următoare. Pe 28 septembrie, Golden☆Lovers au pierdut KO-D Tag Team Championship în fața lui Takeshita și Endo. Omega s-a întors la DDT pentru evenimentul Ultimate Party al companiei pe 3 noiembrie 2019, în timpul căruia el și Riho au obținut o victorie asupra lui Honda și Miyu Yamashita într-un meci de echipă.

### Pro Wrestling Guerrilla (2008–2014)
Pe 1 noiembrie 2008, Omega a apărut pentru Pro Wrestling Guerrilla (PWG) în timpul evenimentului Battle Of Los Angeles 2008, unde a fost învins în prima rundă a turneului de talentul local Brandon Bonham. Trei luni mai târziu, Omega s-a întors la Express Written Consent, unde a fost învins de El Generico după ce arbitrul Rick Knox l-a lovit cu un leaping clothesline după ce Knox s-a săturat de abuzurile lui Omega. La cea de-a suta emisiune PWG, pe 12 aprilie 2009, a pierdut în fața lui Bryan Danielson.
Pe 20 noiembrie 2009, Omega a intrat în Battle Of Los Angeles, care a fost disputată pentru  PWG World Championship,ramasă vacantă, învingându-l pe Kevin Steen, Scott Lost și Joey Ryan în prima rundă, sferturi și, respectiv, semifinale. El l-a învins pe Roderick Strong în runda finală pentru a câștiga turneul și a deveni campion mondial PWG. Pe 27 februarie 2010, Omega a pierdut titlul în fața lui Richards la show-ul As the Worm Turns în prima sa apărare.
Pe 27 octombrie 2012, Omega și-a făcut prima apariție pentru PWG în peste doi ani și jumătate la Failure to Communicate, când a făcut echipă cu El Generico într-un meci pe echipe, unde i-au învins pe The Young Bucks (Matt și Nick Jackson). Omega s-a întors la PWG pentru a concura în Battle Of Los Angeles din 2014 pe 29 august, avansând până în semifinale până când a fost eliminat de eventualul câștigător al turneului, Ricochet. S-a întors din nou pentru Battle Of Los Angeles din 2017 pe 2 septembrie, făcând echipă cu The Young Bucks și învingându-i pe Flamita, Penta 0M și Rey Fenix într-un meci de șase oameni pe echipe.

### New Japan Pro-Wrestling and Ring of Honor (2008–2019)
Apariții sporadice (2008–2014)
Pe 25 iulie 2008, Omega a apărut pentru compania Ring of Honor (ROH), pierzând în fața Delirious la Toronto, Ontario. În noaptea următoare, Omega a concurat la ROH New Horizons, pierzând în fața lui Silas Young. În anul următor, i-a învins pe Austin Aries, Jay Briscoe și Roderick Strong. Pe 14 noiembrie 2009, Omega a concurat împotriva lui Aries pentru ROH World Championship, dar a fost învins. La Final Battle 2009, a concurat într-un meci Four-Corner Survival, care a fost câștigat de Claudio Castagnoli. În septembrie 2010, Omega a concurat pentru New Japan Pro-Wrestling (NJPW), pierzând în fa

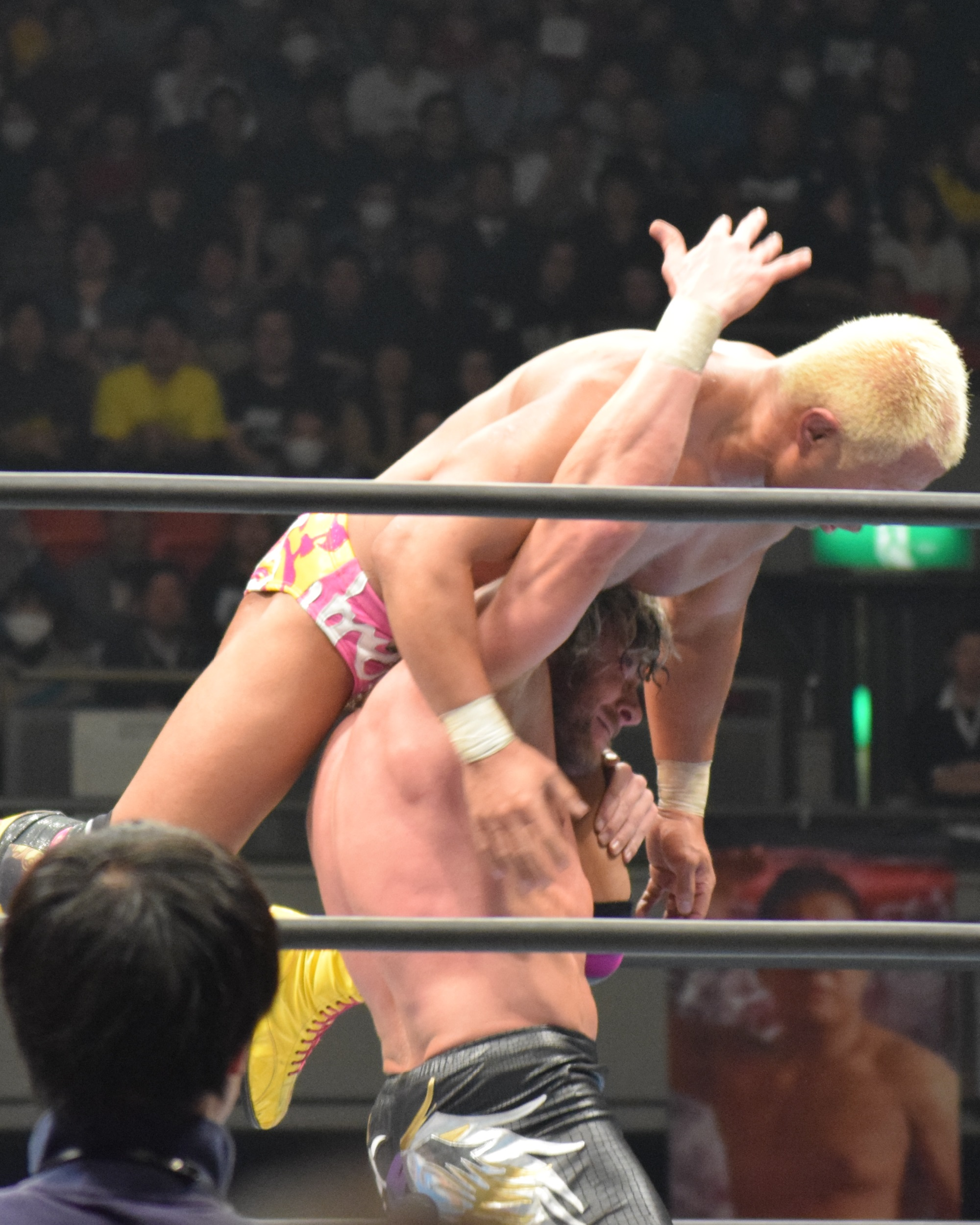
Kenny Omega, Katayoku no Tenshi(cel de pe umerii lui Omega)

ța lui Prince Devitt într-un meci pentru centura IWGP Junior Heavyweight Championship al lui Devitt. Pe 11 octombrie, la Destruction '10, Golden☆Lovers au învins Apollo 55 (Devitt și Ryusuke Taguchi) pentru a câștiga centura IWGP Junior Heavyweight Tag Team. Pe 23 ianuarie 2011, la Fantastica Mania 2011, un eveniment co-promovat de NJPW și Consejo Mundial de Lucha Libre la Tokyo, Golden☆Lovers au pierdut titlul înapoi celor din Apollo 55. De asemenea, a concurat la Best of the Super Juniors din 2010 și 2011.
Omega s-a întors la NJPW în mai 2013 pentru a lua parte la Best of the Super Juniors 2013, unde a reușit să câștige cinci dintre cele opt meciuri, avansând în semifinalele turneului. Pe 9 iunie, Omega a fost învins în meciul său de semifinală de Devitt, în urma intervenției Bullet Club. Un an mai târziu, a participat la turneul Best of the Super Juniors din New Japan 2014, din 30 mai până pe 6 iunie, terminând cu un record de trei victorii și patru înfrângeri, cu o înfrângere împotriva lui Taichi în ultima zi, care l-a costat un loc în semifinale.

#### Bullet Club și diverse centuri(2014–2017)
Articole principale: Bullet Club și The Elite
Pe 3 octombrie 2014, NJPW a ținut o conferință de presă pentru a anunța că Omega urma să semneze cu compania odată ce contractul său cu DDT va expira pe 26 octombrie. Omega, supranumit the Cleaner, și-a făcut debutul sub contract pe 8 noiembrie la Power Struggle, unde a fost dezvăluit ca cel mai nou membru Bullet Club, în ciuda faptului că a respins anterior ideea de a se alătura factiunii heel, susținând că nu s-a considerat gaijin(străin). Omega l-a învins pe Ryusuke Taguchi pentru a câștiga centura IWGP Junior Heavyweight pentru prima dată la Wrestle Kingdom 9 din Tokyo Dome pe 4 ianuarie 2015. El și-a păstrat titlul în fața lui Taguchi într-o revanșă pe 11 februarie la The New Beginning din Osaka. În lunile următoare, a apărat cu succes titlul împotriva Máscara Dorada la Invasion Attack 2015 și lui Alex Shelley la Wrestling Dontaku 2015.
Omega a pierdut titlul în fața lui Kushida pe 5 iulie la Dominion 7.5 din Osaka-jo Hall. Pe 23 septembrie la Destruction din Okayama, el și-a recâștigat titlul de la Kushida, în urma unei intervenții din partea colegului din Bullet Club, Karl Anderson. Pe 4 ianuarie 2016, Omega a pierdut din nou titlul în fața lui Kushida la Wrestle Kingdom 10 din Tokyo Dome. A doua zi, Omega a făcut echipă cu liderul Bullet Club A.J Styles pentru a-i învinge Shinsuke Nakamura și Yoshi-Hashi într-un meci pe echipe. După meci, Bullet Club s-a întors împotriva lui Styles. Omega avea să preia conducerea facțiunii.
La The New Beginning din Niigata, pe 14 februarie 2016, Omega l-a învins pe Hiroshi Tanahashi pentru a câștiga centura Intercontinental IWGP rămasă vacantă. Șase zile mai târziu, el și The Young Bucks – subgrupul Bullet Club cunoscut sub numele de Elite – au câștigat NEVER Openweight 6-Man Tag Team Championship de la The Briscoe Brothers și Toru Yano la Honor Rising: Japan 2016, un eveniment co-produs de NJPW și ROH. The Elite a pierdut titlul în fața lui Tanahashi, Michael Elgin și Yoshitatsu pe 10 aprilie la Invasion Attack 2016. Pe 27 aprilie, Omega a păstrat centura IWGP Intercontinental în fața lui Elgin, fiind prima dată când doi canadieni au participat la un eveniment NJPW. Pe 3 mai, la Wrestling Dontaku 2016, The Elite a recâștigat NEVER Openweight 6-Man Tag Team Championship. Pe 19 iunie, la Dominion 6.19 din Osaka-jo Hall, Omega a pierdut IWGP Intercontinental în fața lui Elgin în meciul inaugural ladder al NJPW. Pe 3 iulie, The Elite a pierdut NEVER Openweight 6-Man Tag Team Championship în fața lui Matt Sydal, Ricochet și Satoshi Kojima.
Din iulie până în august, Omega a participat la G1 Climax 2016, unde a avansat în finală după ce și-a câștigat grupa cu un record de șase victorii și trei înfrângeri. În runda finală, el l-a învins pe Hirooki Goto și a câștigat o oportunitate de a concura pentru centura  IWGP Heavyweight Championship. Omega nu numai că a câștigat turneul la prima sa încercare, dar a devenit și primul câștigător G1 Climax non-japonez din istorie. Spre sfârșitul anului, în ciuda faptului că a avut ocazia să se întoarcă în ROH, NJPW i-a cerut lui Omega să nu accepte booking pentru alte companii în drumul spre Wrestle Kingdom 11 din Tokyo Dome. Din această cauză, Omega nu a apărut în ROH pentru tot restul anului 2016. A pierdut în fața campionului IWGP Heavyweight Kazuchika Okada în evenimentul principal de la Wrestle Kingdom 11 din 4 ianuarie 2017. La 46 de minute și 45 de secunde, meciul a fost, la timpul acela, cel mai lung din istoria Show-ului Tokyo Dome. Jurnalistul sportiv Dave Meltzer a acordat meciului o evaluare de șase stele în Wrestling Observer Newsletter, adăugând că Omega și Okada „s-ar putea să fi organizat cel mai grozav meci din istoria wrestling-ului”. Meciul a fost lăudat și de luptătorii Bryan Danielson, Mick Foley și Stone Cold Steve Austin.

#### Conflict cu Bullet Club și plecare(2017-2019)
Pe 6 ianuarie 2017, Omega a declarat că „se va îndepărta din Japonia pentru a-și reevalua viitorul”, adăugând că „i-a în considerare toate opțiunile”. Pe 26 ianuarie, Omega a anunțat la Wrestling Observer Radio că va zbura înapoi în Japonia în februarie pentru a negocia un nou contract cu NJPW pentru „încă cel puțin un an”. S-a întors în prima noapte a Honor Rising: Japan 2017, în februarie. Omega a concurat împotriva lui Kazuchika Okada într-un meci pentru centura IWGP Heavyweight pe 11 iunie la Dominion 6.11 din Osaka-jo Hall, care s-a încheiat cu o remiză de 60 de minute. Meciul a fost evaluat cu 61⁄4 stele de către Dave Meltzer, mai mult decât meciul lor anterior, făcându-l cel mai bine evaluat meci de Meltzer la acel moment.
În timpul G1 Special din SUA din iulie 2017, Omega i-a învins pe Michael Elgin, Jay Lethal și Tomohiro Ishii într-un turneu cu opt jucători pentru a deveni campionul inaugural IWGP United States Heavyweight. Evenimentul a văzut, de asemenea, semne de disensiune între Omega și noul membru Bullet Club, Cody. Pe 12 august, Omega și-a câștigat grupa în turneul G1 Climax din 2017 cu un record de șapte victorii și două înfrângeri, avansând în finală, unde a fost în cele din urmă învins de Tetsuya Naito. Și-a apărat cu succes titlul împotriva lui Juice Robinson pe 24 septembrie la Destruction din Kobe și împotriva lui Yoshi-Hashi pe 15 octombrie la evenimentul Global Wars: Chicago, co-produs de NJPW și ROH.
La Wrestle Kingdom 12, pe 4 ianuarie 2018, Omega l-a învins pe debutantul Chris Jericho într-un meci fără descalificare pentru a păstra centura IWGP United States Heavyweight. Meciul a fost creditat ca a crescut interesul internațional pentru NJPW, în special din America de Nord. Pe 28 ianuarie, Omega a pierdut titlul în fața lui Jay White la The New Beginning din Sapporo. După meci, Omega a acceptat înfrângerea și l-a oprit pe Adam Page, membru al Bullet Club, să se confrunte cu White, ceea ce l-a adus pe Cody în ring. După luni de tensiune în legătură cu conducerea facțiunii Bullet Club, Cody l-a lovit Omega cu un cutter. Când Page a încercat să-l ajute pe Cody în atacul său asupra lui Omega, Kota Ibushi intră în ring, după ce a concurat mai devreme, pentru a-și salva fostul partener, ceea ce a dus la o îmbrățișare între Omega și Ibushi și la reaprinderea prieteniei lor. Omega s-a întors la ROH pentru evenimentul Supercard of Honor XII pe 7 aprilie 2018, unde a pierdut în fața lui Cody.
Pe 9 iunie, Omega l-a învins pe Okada într-un meci  two out of three falls pentru centura IWGP Heavyweight la Dominion 6.9 în Osaka-jo Hall, devenind primul luptător canadian care a câștigat titlul în acest proces. Meciul a primit un rating de șapte stele de la Meltzer, care rămâne cel mai mare rating acordat vreodată unui meci. Omega l-a învins apoi pe Cody pentru a-și păstra titlul la G1 Special NJPW din San Francisco pe 7 iulie. După meci, membrii Bullet Club Tama Tonga, Tanga Loa, Bad Luck Fale și King Haku i-au atacat pe Omega, Cody și pe orice alt membru al Bullet Club care au încercat să-i ajute, formându-și propria ramură în cadrul facțiunii. Omega și Cody s-au împăcat ulterior alături de restul Bullet Club.
În septembrie 2018, Omega a apărut la evenimentul independent All In, unde l-a învins pe Penta El Zero. El a apărat cu succes centura IWGP Heavyweight împotriva lui Ishii la Destruction mai târziu în aceeași lună, precum și împotriva lui Cody și Ibushi într-un meci în trei la King of Pro-Wrestling luna următoare. În octombrie a fost dezvăluit că Page,Cody și Marty Scurll vor fi cunoscuți alături de Omega și The Young Bucks ca parte a The Elite, grupul afirmând, de asemenea, că „nu mai sunt afiliați cu Bullet Club”. Pro Wrestling Illustrated l-a numit Omega luptătorul profesionist nr. 1 al anului 2018 în lista anuală a primilor 500 de luptători bărbați. Omega a pierdut centura IWGP Heavyweight în fața lui Hiroshi Tanahashi la Wrestle Kingdom 13 pe 4 ianuarie 2019, încheindu-și domnia la 209 de zile. El a plecat din NJPW după ce contractul i-a expirat la sfârșitul lunii ianuarie.

### All Elite Wrestling (2019–prezent)
Omega a semnat un contract pe patru ani cu noua companie All Elite Wrestling (AEW) pe 7 februarie 2019. El servește ca vicepreședinte executiv al promoției, precum și unul dintre talentele sale în ring. A concurat la evenimentul inaugural al promoției, Double or Nothing pe 25 mai, unde a pierdut în fața lui Chris Jericho în evenimentul principal, după care ambii bărbați au fost atacați

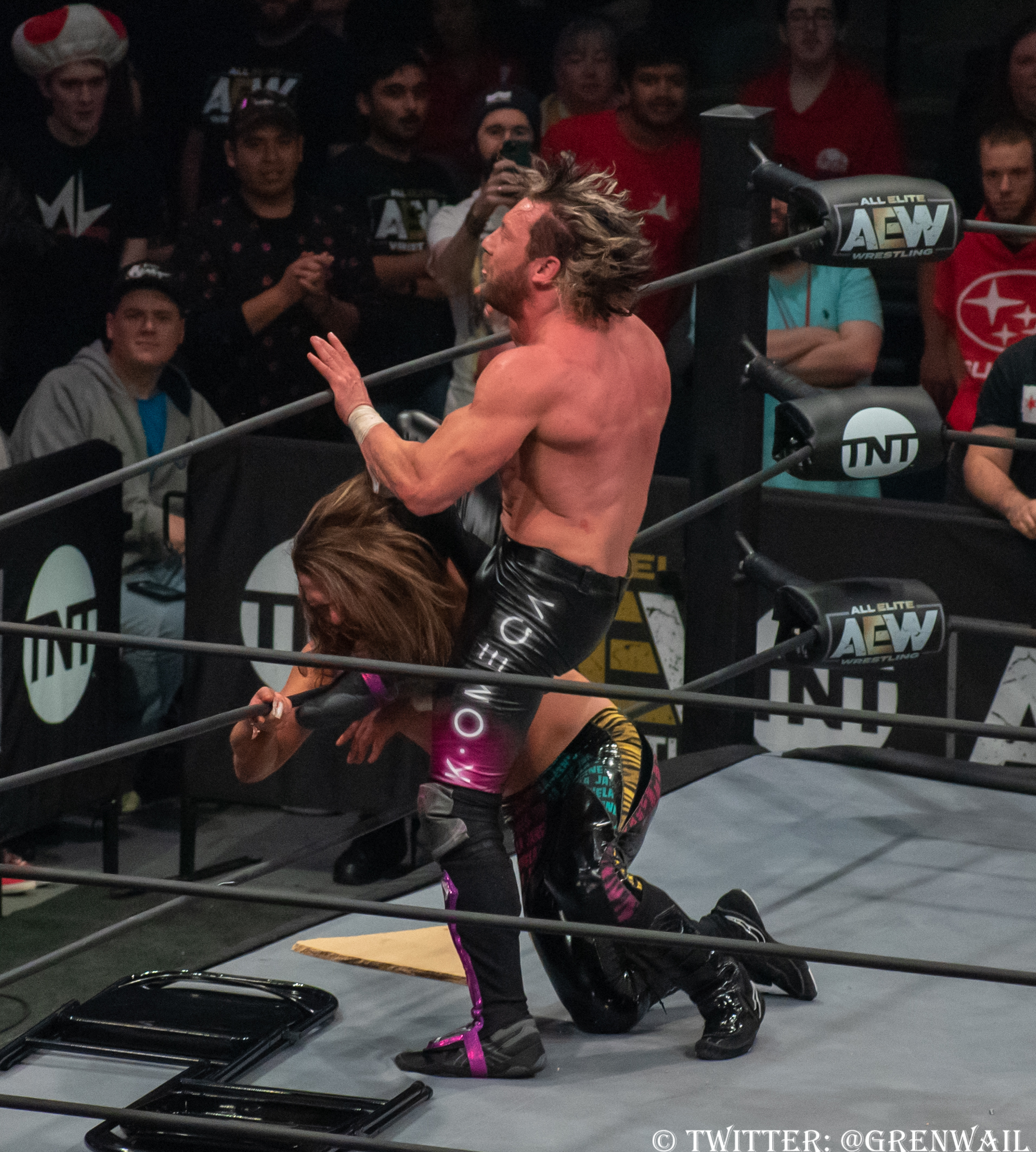
Luptătorul profesionist canadian Kenny Omega executând „V-Trigger”, o lovitură cu genunchi, lui Joey Janela în octombrie 2019

de Jon Moxley. A fost programat un meci între Omega și Moxley pentru pay-per-view All Out din 31 august,dar nu a avut loc din cauza ca Moxley suferea de o infecție cu MRSA. Omega a concurat în schimb împotriva lui Pac la All Out, unde a fost învins. În episodul de premieră AEW, Dynamite din 2 octombrie, Omega a fost eliminat de un Moxley care se întoarce în timpul unui meci de șase oameni, echipa lui Omega pierzând ulterior meciul. La PPV-ul Full Gear din 9 noiembrie, Omega a pierdut în fața Moxley într-un meci Lights Out.
La Rock 'N' Wrestling Rager de la Chris Jericho at Sea Part Deux: Second Wave în ianuarie 2020, Omega și Adam Page au învins SoCal Uncensored (Frankie Kazarian și Scorpio Sky) pentru a câștiga AEW World Tag Team Championship, marcând prima schimbare de titlu în istoria companei. După ce l-a învins într-o revanșă în episodul de Ziua Recunoștinței din Dynamite pe 27 noiembrie, Pac a început să urmărească fără încetare un meci cu Omega. După ce l-a atacat pe prietenul lui Omega, Michael Nakazawa, Omega si-a dat acordul pe 5 februarie 2020. Cei doi s-au luptat într-un meci Iron Man de 30 de minute în episodul din 26 februarie din Dynamite, pe care Pac l-a pierdut după ce meciul a mers în prelungiri, punând astfel capăt rivalității. La Revolution din 29 februarie, Omega și Page și-au păstrat centura împotriva The Young Bucks. Omega, Page și The Young Bucks au concurat alături de Matt Hardy împotriva The Inner Circle – care îi cuprindea pe Jericho, Sammy Guevara, Jake Hager și echipa Santana și Ortiz – într-un meci Stadium Stampede pe 23 mai la Double or Nothing, unde echipa lui Omega a fost victorioasă . Pe 5 septembrie la All Out, Omega și Page au pierdut AEW World Tag Team Championship în fața FTR (Cash Wheeler și Dax Harwood).

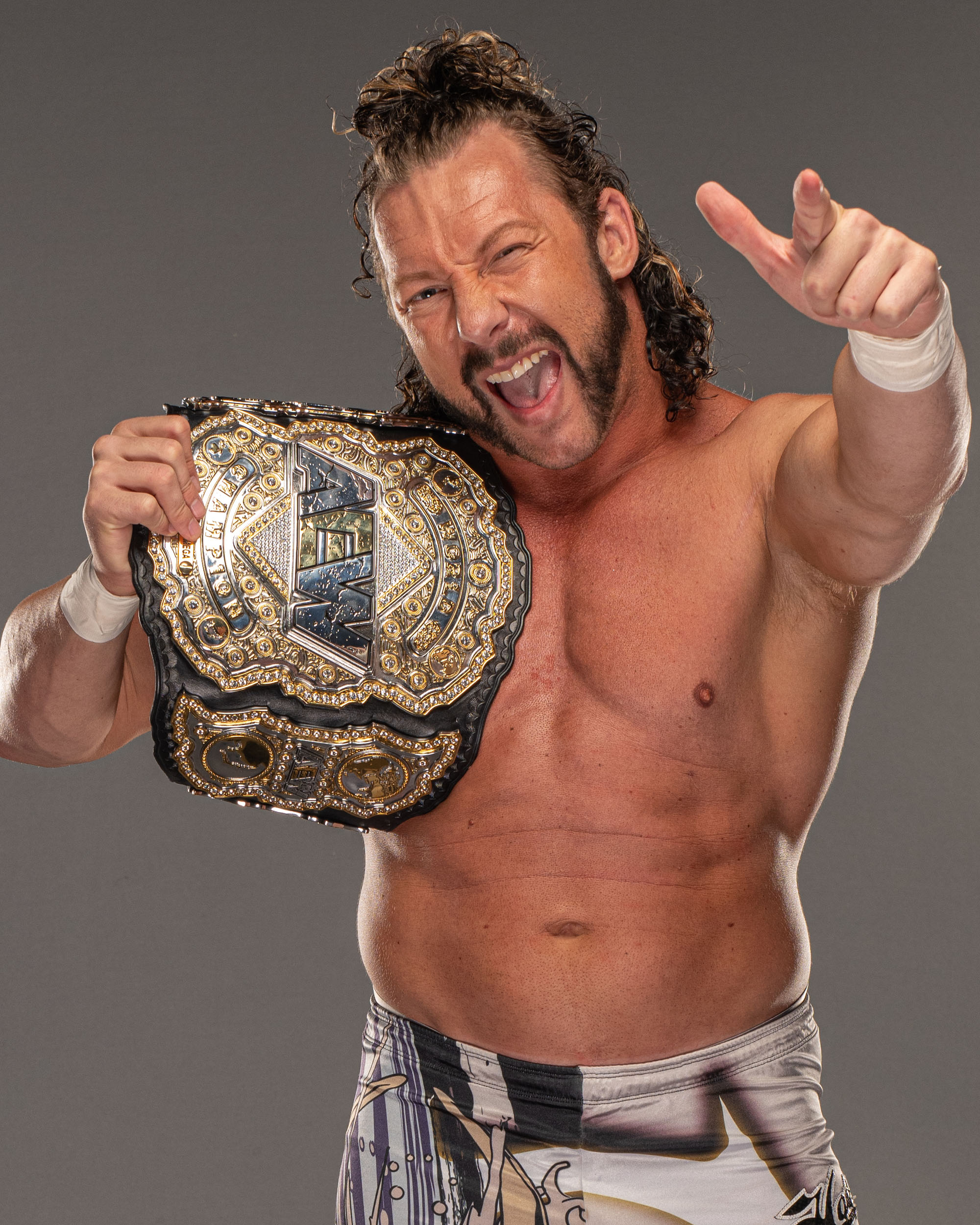
All Elite Wrestling World Champion Kenny Omega

După înfrângerea în fața FTR-ului, Omega a declarat că va reveni la competiția de simplu. Din octombrie până în noiembrie 2020, a participat la un turneu pentru a determina candidatul numărul unu la Centura Mondiala AEW și l-a câștigat, învingându-l pe Adam Page în runda finală la Full Gear. La Winter Is Coming, pe 2 decembrie, Omega l-a învins pe Jon Moxley pentru a deveni pentru prima dată campion mondial AEW, cu ajutorul lui Don Callis, și a devenit heel. La Revolution din 7 martie 2021, Omega și-a păstrat titlul în fața lui Moxley într-un Exploding Barbed Wire Deathmatch.
La Double or Nothing pe 30 mai, Omega a apărat cu succes Centura Mondiala AEW împotriva lui Pac și Orange Cassidy într-un meci în trei. A pierdut titlul în fața lui Page pe 13 noiembrie la Full Gear. În același an, Pro Wrestling Illustrated l-a clasat pe locul 1 pe lista celor mai buni 500 de luptători profesioniști masculini pentru a doua oară. Omega a luat o pauză de la competiția în noiembrie din cauza accidentărilor. A suferit o hernie și o operație la genunchi.

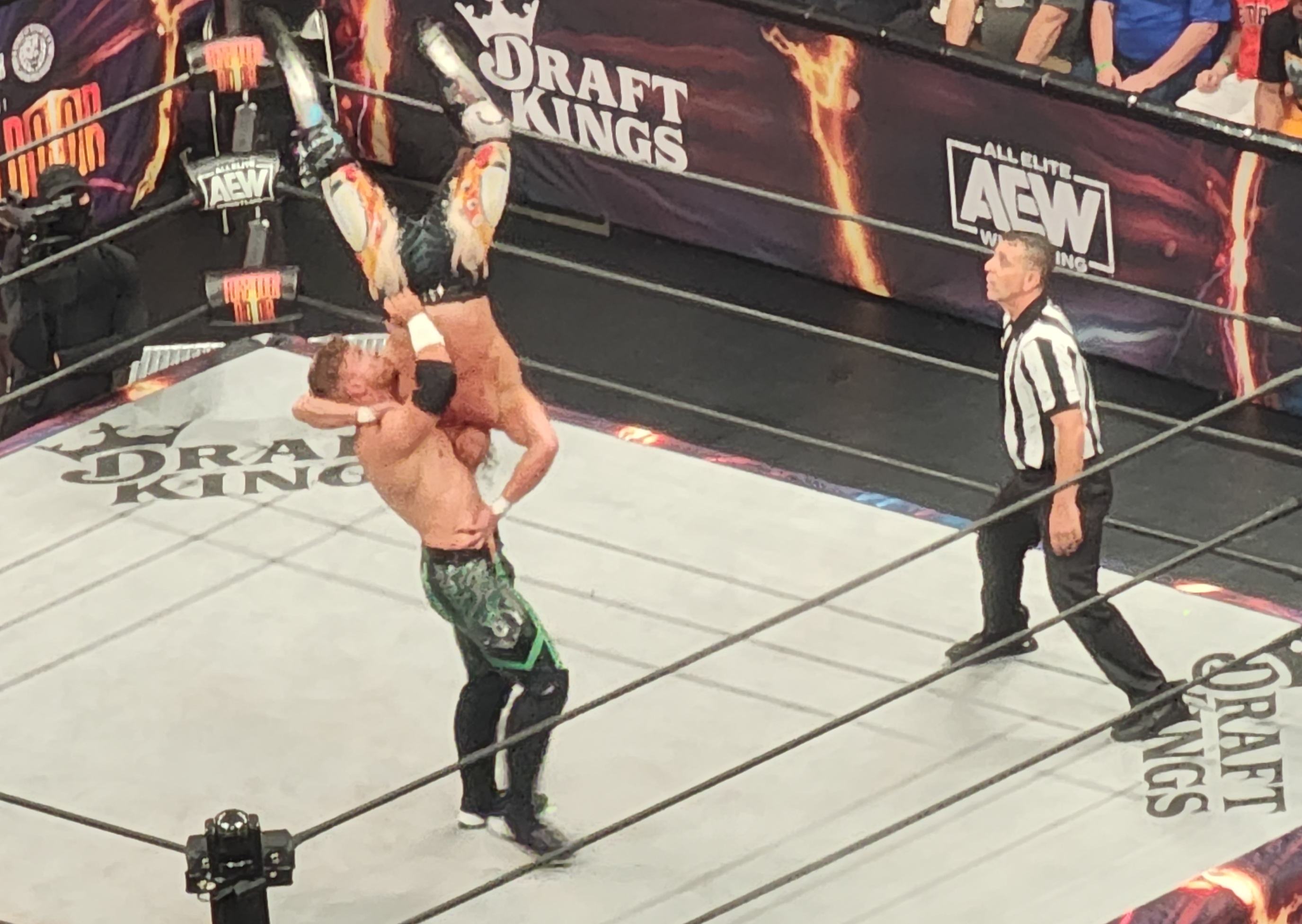
Will Ospreay v Kenny Omega, AEW Forbidden Door 2023, 2023-06-25

Omega a revenit în episodul din 17 august 2022 din Dynamite ca face pentru a face echipă cu The Young Bucks, care se întoarseră și ei tot ca faces, în turneul inaugural AEW World Trios Championship, unde i-au învins pe La Facción Ingobernable în primul tur. După ce i-au învins pe United Empire în runda a doua, Omega și The Young Bucks i-au învins pe Adam Page, Alex Reynolds și John Silver la All Out pe 4 septembrie pentru a deveni primii campioni mondiali AEW Trios și, odată cu asta, Omega a devenit și Triple Crown AEW,fiind primul wrestler să câștige centura Mondială, Tag Team și Trios în AEW. După conferința de presă de după All Out, Omega și The Young Bucks s-au ciocnit cu campionul mondial AEW CM Punk și producătorul Ace Steel într-o altercație fizică legitimă în urma comentariilor pe care Punk le-a făcut despre ei în timpul conferinței. Drept urmare, președintele AEW Tony Khan i-a suspendat pe toți cei implicați. Atât centura Mondial AEW, cât și centura Mondial AEW Trios au devenit vacante.
Omega și The Young Bucks s-au întors la Full Gear pe 19 noiembrie, provocând Death Triangle pentru centura Mondiala de Trio AEW pierzând. Acesta a fost primul meci dintr-o serie de cel mai bun din șapte dintre cele două echipe, care s-a încheiat într-un meci ladder Escalera De La Muerte, la Dynamite pe 11 ianuarie 2023, unde echipa lui Omega a câștigat meciul, seria (4–3) și centura Mondială de Trios AEW. Pe 5 martie, la Revolution, Omega și The Young Bucks au pierdut titlul în fața lui House of Black. Echipa lui Omega nu a reușit să recâștige centura mai târziu în acea lună la Dynamite, pierzând în fața celor de la House of Black într-un meci în trio care a implicat și pe The Jericho Appreciation Society. După meci, Blackpool Combat Club (BCC) și Page au apărut și s-au certat, conducându-i Omega și The Young Bucks să-l ajute pe Page. Pe 10 mai pe Dynamite, Omega a pierdut în fața lui Jon Moxley de la BCC într-un meci steel cage, după ce Don Callis l-a trădat pe Omega înjunghiindu-l cu o șurubelniță. La Double or Nothing pe 28 mai, Moxley, Bryan Danielson, Claudio Castagnoli și Wheeler Yuta de la BCC i-au învins pe Omega, The Young Bucks și Page într-un meci Anarchy in the Arena. Pe 19 iulie la Dynamite: Blood & Guts, Elite, împreună cu Kota Ibushi, au învins Blackpool Combat Club, Konosuke Takeshita și Pac într-un meci Blood & Guts. Pe 2 august 2023, a fost anunțat că Omega, Young Bucks și Adam Page au semnat cu toții prelungiri de contract pe mai mulți ani cu AEW.
Pe 27 august la All In, Omega, Adam Page și Kota Ibushi au fost învinși de Bullet Club Gold (Jay White și Juice Robinson) și Konosuke Takeshita într-un meci de trios. Pe 3 septembrie la All Out, Omega a fost învins de Takeshita pierzând de două ori la PPV într-un interval de o săptămână - într-un meci de echipe de șase oameni la All In și într-un meci de simplu la All Out. Pe 1 octombrie la WrestleDream, Omega împreună cu Kota Ibushi și Chris Jericho au pierdut în fața membrilor familiei Don Callis Takeshita, Will Ospreay și Sammy Guevara. În episodul din 25 octombrie din Dynamite, Omega l-a provocat pe Campionul Mondial AEW MJF la un meci pentru titlu în ediția din 28 octombrie a Collision, pe care MJF a acceptat-o. Omega nu a reușit să câștige titlul împotriva MJF. Pe 18 noiembrie la Full Gear, Omega și Jericho, cunoscuti sub numele de The Golden Jets, i-au învins pe Young Bucks, primind un meci AEW World Tag Team Championship. În episodul din 5 decembrie din Collision, el l-a învins pe Ethan Page, care avea să fie ultimul său meci în 2023, deoarece mai târziu în decembrie, Omega a fost supus unui tratament pentru a ajuta la lupta împotriva problemelor cu diverticulita. În timpul absenței sale, a fost dat afară din The Elite în episodul din 6 martie din Dynamite și a fost înlocuit de Kazuchika Okada și Jack Perry. În episodul din 1 mai 2024 din Dynamite, Omega s-a întors la AEW pentru a vorbi despre sănătatea lui, informând publicul că a fost norocos că este în viață, dar va avea nevoie de o intervenție chirurgicală majoră în viitor. După adresa sa, Omega a fost atacat de Elite. Săptămâna următoare, avea să rezerve un meci Anarchy in the Arena, cu Elite înfruntându-se împotriva echipei AEW (Bryan Danielson, Eddie Kingston, FTR).
Pe 28 decembrie 2024 la Worlds End, Omega s-a întors după o absență de șapte luni, unde l-a confruntat pe Okada care tocmai își păstrase AEW Continental Championship și a câștigat turneul Continental Classic 2024.